# Echinopsis backebergii
Echinopsis backebergii  es una especie de planta fanerógama de la familia de las cactáceas. 

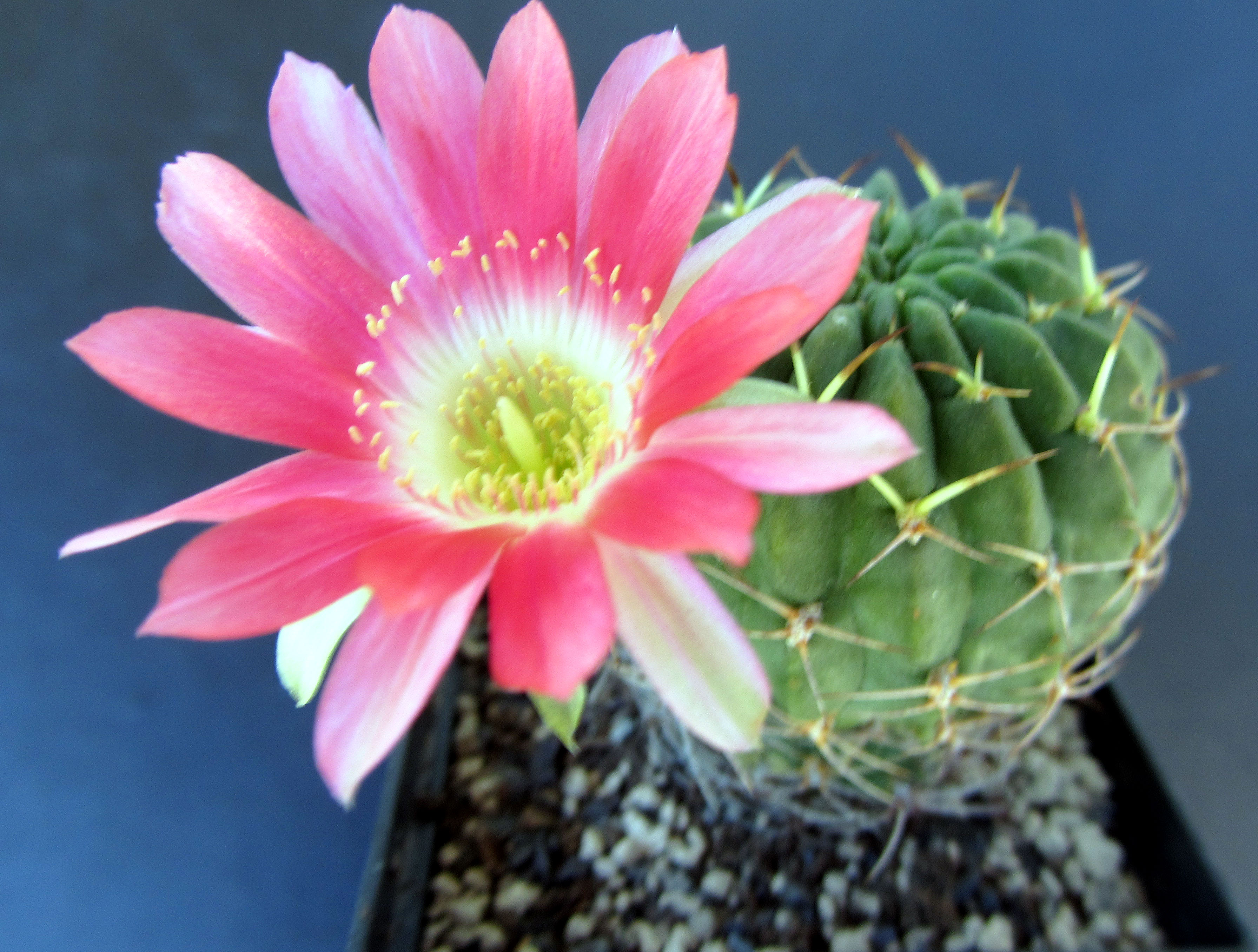
Vista de la planta

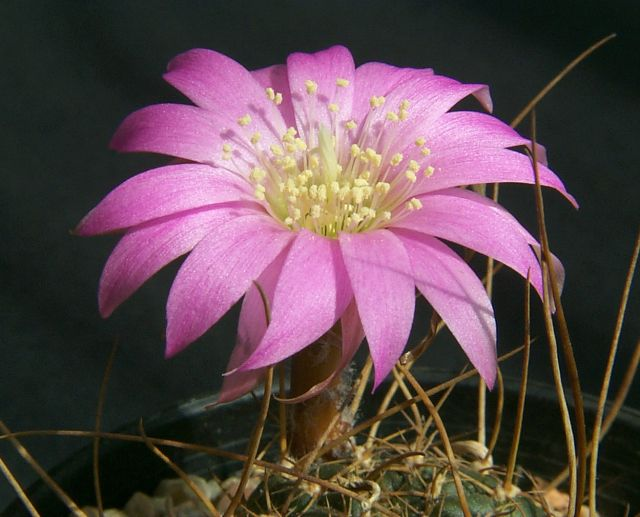
Detalle de la flor

## Distribución
Es endémica de La Paz en  Bolivia y de Puno en Perú. Es una especie común que se ha extendido por todo el mundo.

## Descripción
Es una planta perenne carnosa, globosa-cilíndrica de hasta 4,5 cm de diámetro, de color verde claro con 15 aterronado bordes. Está armada de 3-7 espinas de 0,5 a 5 cm de longitud, que son de color marrón con la edad  y  con las flores de color rojo carmesí de  4,5 cm de largo.

## Taxonomía
Echinopsis backebergii fue descrita por  Erich Werdermann y publicado en Neue Kakteen 84. 1931.
Etimología
Ver: Echinopsis
backebergii epíteto otorgado en honor del especialista en Cactaceae alemán Curt Backeberg.
Sinonimia
- Lobivia backebergii
- Echinopsis boedekeriana
- Lobivia bodekeriana
- Lobivia wrightiana
- Lobivia oxyalabastra
- Lobivia winterana
- Neolobivia winterana
- Lobivia zecheri